# 오무라지
오무라지(大連, おおむらじ)는 고대 일본 고훈 시대(古墳時代) 야마토 왕권(ヤマト王権)이 두었던 역직(役職)의 하나이다. 왕권의 지배를 받는 대부(大夫)를 거느린 오키미(大王)를 보좌해 집정을 행했다. 가바네(姓)의 하나였던 무라지(連) 가운데에서도 군사를 맡았던 도모노 미야쓰코(伴造) 출신의 유력 씨족인 오토모 씨(大伴氏, 병력)와 모노노베씨(物部氏, 병장기)가 오무라지가 되었다.

## 개요
《선대구사본기》(先代舊事本紀)의 천손본기에 따르면 오키쓰요소(瀛津世襲, 오키쓰요소노 미코토)라는 인물이 제5대 고쇼 천황(孝昭天皇)의 오무라지가 되었다고 기록되어 있다. 한편 정사인 《일본서기》(日本書紀)에서 등장하는 최초의 오무라지는 제11대 스이닌 천황(垂仁天皇) 때의 모노노베노 도오치네(物部十千根)였다. 다만 이들 시대에 대한 기록은 고고학적으로는 맞지 않으며 실재성에도 의문이 있다.
오무라지는 각 오키미가 그들의 치세마다 임명하였으며, 오키미 유랴쿠(雄略) 때에는 오토모노 무로야(大伴室屋)와 모노노베노 메(物部目)라는 인물이 오무라치로 발탁된 이후에는 오오미(大臣)와 함께 상설직이 되었고, 오키미 부레쓰(武烈)의 치세에 해당하는 6세기 전기에는 오토모노 가네마로(大伴金村)와 모노노베노 아라카히(物部麁鹿火)가 오무라치로 임명되었다. 특히 오키미 게이타이(継体) 옹립에 공을 세운 오토모노 가네마로가 권세를 떨쳤고, 오키미 센카(宣化) 때에 모노노베노 아라카히가 죽자 아라카히의 동족(아버지의 사촌 형제라고도)이었던 모노노베노 오코시(物部尾輿)가 오키미 긴메이(欽明)에 의해 오무라지로 임명되었다. 그러나 한반도에서의 외교적 문제 해결 실패의 책임을 물어 오토모노 가네마로가 모노노베노 오코시의 탄핵으로 실각하고 모노노베 씨가 단독으로 오무라지의 지위를 차지했다.
비다쓰(敏達) ・ 요메이(用明) 두 오키미의 시대에 해당하는 6세기 후기에는 오코시의 아들인 무로야(守屋, 모노노베노 무로야)가 오무라지의 자리에 임명되었다. 그러나 오키미 요메이가 죽고 불교 수용 및 왕위 계승을 놓고 벌어진 오오미 소가노 우마코(蘇我馬子)와의 대립에서 우마코의 군세에 의해 무로야의 세력은 멸망, 이를 계기로 오무라지는 폐지되고 소가 씨(蘇我氏)가 맡았던 오오미가 궁정의 실권을 장악하게 된다.